# Vononella maculata
Vononella maculata is een hooiwagen uit de familie Cosmetidae.